# Cyclophyllum subsessile
Cyclophyllum subsessile är en måreväxtart som först beskrevs av Theodoric Valeton, och fick sitt nu gällande namn av Aaron Paul Davis. Cyclophyllum subsessile ingår i släktet Cyclophyllum och familjen måreväxter. Inga underarter finns listade i Catalogue of Life.